# Цаді
| Фінікійська | Звичайна та курсив | Звичайна та курсив | Звичайна та курсив | Звичайна та курсив | Звичайна та курсив | Звичайна та курсив |
| ----------- | ------------------ | ------------------ | ------------------ | ------------------ | ------------------ | ------------------ |
| Tsade       | צ                  | צ                  |                    | ץ                  | ץ                  |                    |

Цаді , івр. צָ֫דֵי) — вісімнадцята літера 
гебрайської абетки.
Одна з п'яти букв з кінцевою формою. У давньоєврейській, мабуть, вимовлялася як [ʦˤ]. У сучасному івриті це [ʦ] (глухий ясенний африкат).

## Unicode
|                   | Tzade               | Schluss-Tzade             |
| ----------------- | ------------------- | ------------------------- |
| Unicode Codepoint | U+05e6              | U+05e5                    |
| Unicode-Name      | HEBREW LETTER TSADI | HEBREW LETTER FINAL TSADI |
| HTML              | &#1510;             | &#1509;                   |
| ISO 8859-8        | 0xf6                | 0xf5                      |